# Рено 19
„Рено 19“ (Renault 19) е модел средни автомобили (сегмент C) на френската компания „Рено“, произвеждан през 1988 – 1996 година.

## История
През ноември 1984 година френската фирма „Рено“ започва разработка и конструиране на нов модел. Проектът, по който е създаден „Рено 19“, носи индекс Х53 и е предназначен да изведе концерна от кризата, в която се оказват всички френски автопроизводители през 80-те години. Целта е да се създаде конкурентоспособен автомобил в европейския клас С. Проектът е реализиран в рекордно кратки срокове – за 42 месеца. През юли 1985 година е готово купето. За разработка на вътрешното пространство са необходими още 5 месеца. През април 1986 година всички работи по проекта са завършени. След 7,4 милиона километра тестове през май 1988 година колата е пусната в серийно производство в заводите на „Рено“ в градовете Дуе и Мобьож (Франция), във Валядолид (Испания) и в Сетубал (Португалия).

## Дизайн
Дизайнът на Рено 19 е разработен от фирмата „Рено Дизайн“, в тясно сътрудничество с известния италиански дизайнер Джорджето Джуджаро от знаменитото дизайнерско ателие „Италдизайн“. Една от основните задачи, поставени пред дизайнерите и инженерите, е да се създаде автомобил с възможно най-добра аеродинамика. Специалистите са се постарали ненапразно – Сх (коефициентът на съпротивление на въздуха) е 0,31. За сравнение „Опел“ достига резултат от 0,26 Cx при производството на „Опел Калибра“ и по-късно резултат от 0,31 Cx през 1998 година при разработката на второто поколение на намиращия се в класа на „Рено 11“ „Опел Астра“. Инженерите на „Рено“ са обърнали много голямо внимание на безопасността на новия модел. Направени са множество краш-тестове за челен и страничен удар. Последните модификации на „Рено 19“ имат противоударни греди във вратите и въздушни възглавници.
Въпреки всичко „Рено 19“ не достига успеха на „Рено 9“ и не е обявен за „Автомобил на годината“, като за 1989 година специалистите отдават предпочитание на „Фиат Типо“. Независимо от това от търговска гледна точка „Рено 19“ се оказва един от най-успешните модели на френската компания за цялата история на съществуването ѝ. Фирмата далновидно се въздържа да представя „Рено 19“ като съвършено нов, принципно отличаващ се от предшествениците си автомобил. Автомобилът става наследник на най-успешните технически достижения на концерна, ефективността на които са били многократно проверени още при експлоатацията на „Фуего“, „9“ и „11“.

## Разновидности
За да се отговори на изискванията на купувачите, семейството на „Рено 19“ се състои от четири разновидности: хечбек варианти с три и пет врати, седан (продаван под името „Рено Шамад“) и кабриолет (произвеждан от германската компания „Карман“). Използвани са 11 различни двигатели с мощност от 58 до 135 к.с. (осем бензинови и 3 дизелови). Общият брой модификации на „Рено 19“ е над сто.
За начало на купувачите на „Рено 19“ са предложени хечбек варианти с три и пет врати, оборудвани с двигатели с работен обем 1,4 и 1,7 литра, а също така и 1,9-литров дизелов двигател. Десет месеца след началото на производството дебютира „Рено 19 Шамад“ с купе седан, което цели да конкурира модели от този клас като „Фолксваген Джета“, „Форд Орион“ и „Тойота Корола“.
Най-престижен и високоскоростен (215 km/h) става автомобилът „Рено 19 GTI 16V“ с 1,8-литров 16-клапанен двигател с мощност 135 конски сили (начало на производство октомври 1990 г.), с три врати, допълнителни спойлери и спортно окачване. През октомври 1991 година се появява станалият веднага един от най-популярните в класа на откритите автомобили „Рено 19 Кабриолет“, в който, независимо от скромните му размери и наличието на механизма за гюрука зад седалките, могат да се съберат до пет пътници. В този автомобил багажникът е почти символичен – 255 литра.
„Рено 19“ e считан за много успешен модел, който връща на френската фирма възможността да се конкурира с немските концерни. През 1991 година компанията Рено е в еуфория. Автомобилът се оказва изключително популярен дори не толкова във Франция, колкото в другите страни на Европа: в най-добрите години две трети от общия обем на производство отива за износ. В началото на 90-те години Рено 19 заема мястото на лидер измежду вносните модели по брой продажби в Германия. Немците му дават титлата „Най-продаван вносен автомобил“, която той запазва в продължение на няколко години. Въпреки че не успява да надмине по продажби лидера в европейския сегмент в клас С „Фолксваген Голф“, „Рено 19“ все пак му прави сериозна конкуренция. В родината на „Фолксваген“ са продадени общо над 400 000 различни модификации на модела.
За поддържане на потребителския интерес и за да закрепи успехите, през 1992 година е представена актуализирана втора фаза на Рено 19, включваща незначителни промени в дизайна. Отличителна черта на обновения „Рено 19“ са по-елегантна предна и задна визия, усъвършенствана е радиаторната решетка, нов капак, нов външен вид на предните и задните брони. Интериорът е с ново табло и волан, подобрена форма на седалките и други, по-незначителни подобрения. От края на 1992 година всички автомобили са оборудвани с въздушни възглавници и в зависимост от варианта на изпълнение – със сервоуправление на волана, нагреватели на страничните огледала за задно виждане, люк и др. Пуснати са 2 нови модела бензинови двигатели: 1,8/ 90к.с и 107 к.с., и икономичният 1,9 турбоздизел с мощност 90 к.с.
През август 1994 година излиза още един нов двигател: 1,4 eco с мощност 75 к.с, който заменя старите 1,4-литрови двигатели.
След като през януари 1996 година на пазара излиза наследникът на „Рено 19“ – „Рено Меган“, производството на модела е изнесено във филиали в Турция и Аржентина, където то продължава до 2000 година. Единствено вариантът кабриолет продължава да се произвежда до 1997 г. във Франция. В Турция автомобилите се произвеждат в предприятието „Ояк-Руно Отомобил Фабрикалан“ в Бурса под наименованието „Рено 19 Европа“.
Хронология
- Μай 1988 г. Представяне на Рено 19 хечбек с 3 или 5 врати, което заменя „Рено 11“; три вида бензинови двигатели: 1,4 / 58,66 к.с. 1,4/ 80 к.с /със сдвоен карбуратор/, 1,7/ 73, 88 к.с. и 1,9 дизел 64 к. с.
- Януари 1990 г. – тонирани стъкла, променящи височината си кормило и седалка на водача в GTR, GTS, GTX, GTD.
- Март 1990 г. Започва производството на седана – „Рено 19 Шамад“, заменил „Рено 9“
- Юли 1991 г. GTD и TDE, съвместими с Германската норма за изгорели газове за дизелови двигатели (наречена „Toepfer-norm“)
- Октомври 1991 г. Премиера на „Рено 19 Кабриолет“; нова 4-степенна скоростна кутия; представена е версия GTI 16V/16S с двигател с обем 1,8 л (135 к.с.)
- Май 1992 г. Обновяване дизайна на модела: промени в брони, преден капак, решетка, арматурно табло, стопове, кормило и седалки; 3 нови двигателя: 1,8 S – 90 к. с., 1,8 I – 107 к. с., 1,9 турбодизел – 90 к. с.
- Декември 1992 г. Серийно сервоуправление на волана.
- Септември 1993 г. Серийно монтиране на въздушна спасителна възглавница при моделите 1,8 S, 1,9 dT и 16V; усилена конструкция на вратите, автоматични колани за всички модели.
- Май 1994 г.  Въздушна възглавница за всички модели
- Август 1994 г. Нов тип двигател 1,4 eco с мощност 75 к.с.
- Януари 1996 г. Производството на „Рено 19“ седан и хечбек в Европа спира, за сметка на „Рено Меган“; производството на модела е изнесено в Турция (седан „Рено 19 Европа“) и Аржентина.
- Януари 2000 г. Производството на модела в Турция и Аржентина е прекратено.